# Suicide, it's a suicide

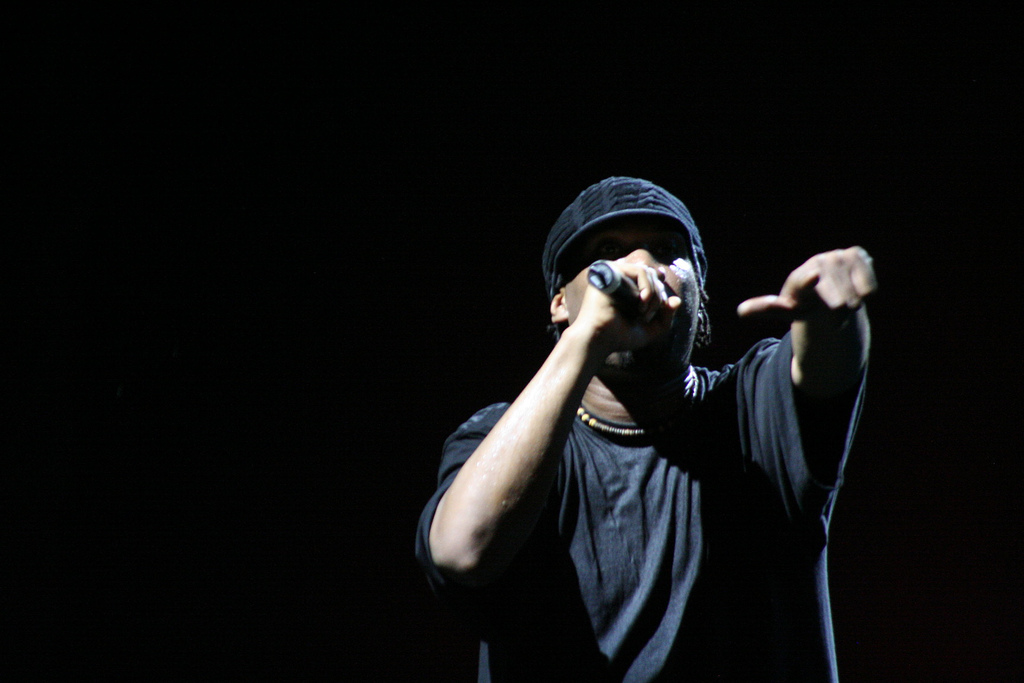
KRS-One, o MC que originou esta frase.

A frase Suicide, it's a suicide (em português:  Suicídio, é um suicídio) foi usada pela primeira vez pelo MC KRS-One na canção "Moshitup" em 1987. Desde então, ela entrou na cultura hip hop como um meme, e tem sido utilizada por artistas como Ice-T, Gravediggaz, Redman, Ras Kass, Jay-Z e Jedi Mind Tricks. Ela serve como um bom exemplo da natureza intertextual do gênero, onde são citadas obras de outros artistas em forma de homenagem.